# Giro d'Oro
De Giro d'Oro was een eendaagse wielerwedstrijd in Italië. De Giro d'Oro werd verreden sinds 1983 en maakte sinds 2005 deel uit van het Europese continentale circuit van de UCI, de UCI Europe Tour.

## Lijst van winnaars
| Jaar | Winnaar              |
| ---- | -------------------- |
| 1983 | Ezio Moroni          |
| 1984 | Luciano Godio        |
| 1985 | Paolo Dalbianco      |
| 1986 | Pierluigi Berzotelli |
| 1987 | Federico Longo       |
| 1988 | Stefano Dalla Pozza  |
| 1989 | Igor Tramanin        |
| 1990 | Carlo Benigni        |
| 1991 | Sergio Barbero       |
| 1992 | Fausto Dotti         |
| 1993 | Mauro Bettin         |
| 1994 | Roberto Dal Sie      |
| 1995 | Davide Casarotto     |
| 1996 | Emiliano Murtas      |
| 1997 | Michele Favaron      |
| 1998 | Angelo Citracca      |
| 1999 | Milan Kadlec         |
| 2000 | Alessandro Baronti   |
| 2001 | Oscar Borlini        |
| 2002 | Damiano Cunego       |
| 2003 | Dave Bruylandts      |
| 2004 | Jure Golčer          |
| 2005 | Luca Mazzanti        |
| 2006 | Damiano Cunego       |
| 2007 | Dainius Kairelis     |
| 2008 | Gabriele Bosisio     |

### Meervoudige winnaars
| Overwinningen | Renner         | Land   | Jaren       |
| ------------- | -------------- | ------ | ----------- |
| 2             | Damiano Cunego | Italië | 2002 + 2006 |

### Overwinningen per land
| Overwinningen | Land                                    |
| ------------- | --------------------------------------- |
| 22            | Italië                                  |
| 1             | België , Tsjechië , Litouwen , Slovenië |